# Aigua (element)

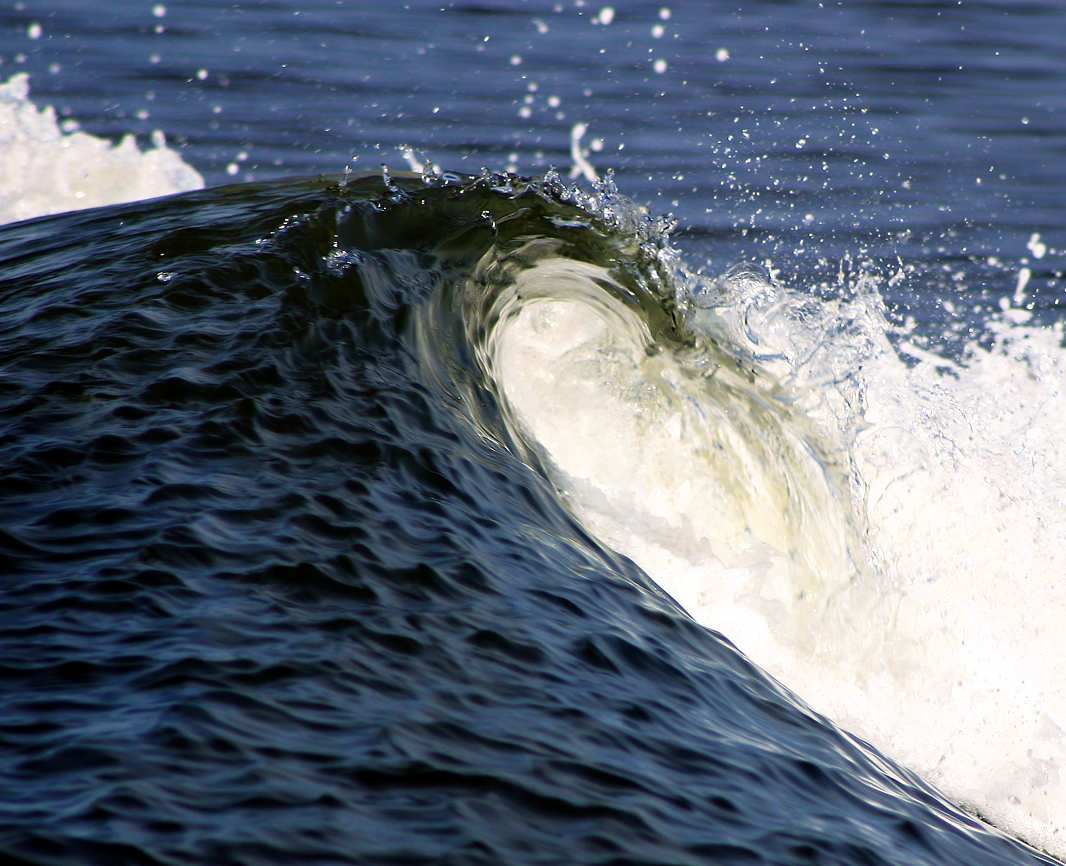
Onada d'aigua

En les cultures clàssiques, l'aigua era considerada un dels elements primordials de què estava compost cosmos. Sovint l'aigua s'ha associat a les qualitats d'emoció i intuïció.

## Tradició grecoromana
En la filosofia i ciència de l'antiga Grècia era un dels quatre elements juntament amb la terra, l'aire i el foc.
Entre els filòsofs presocràtics, Tales de Milet (vers 635-545 aC) va proposar l'aigua com el principi de totes les coses materials o arque. Més tard Empèdocles d'Agrigent (vers 450 aC) va teoritzar que en realitat eren quatre les "arrels" de la natura: foc, aire, aigua i terra. Les quatre arrels d'Empèdocles quedaren establertes com els quatre elements de la filosofia clàssica.

Icosaedre

Plató (427-347 aC), en el seu diàleg Timeu en el que parla de l'estructura del cosmos, va afirmar que l'aigua estava formada per imperceptibles àtoms en forma d'icosàedre, així com els altres elements seguien la forma d'altres políedres regulars. L'icosaedre és el poliedre amb més cares (20), i segons Plató això explicaria el comportament fluid de l'aigua: l'aigua escorrent-se quan s'intenta agafar amb la mà és equiparable al comportament d'una infinitat de petites boles quasi rodones escapant-se entre els dits.
El deixeble de Plató Aristòtil (384-322 aC) va desenvolupar una teoria diferent per als elements. En estat de repòs s'estructuraven concèntricament al centre de l'univers formant l'esfera sublunar. Al foc li corresponia el lloc entre l'aire i la terra. Segons els parells duals de qualitats que va definir Aristòtil, les característiques de la terra eren la fredor i la humitat.

## Altres

Símbol alquímic de l'aigua

En la medicina grega antiga basada en l'humorisme, la terra s'associava amb la flegma, ja que compartien les característiques de fredor i humitat. També es correspon amb l'estació de l'hivern per la mateixa raó.
En l'alquímia, la terra era associada amb el mercuri, i es representava amb un triangle equilàter assenyalant cap avall.
Segons la tradició astrològica occidental les persones nascudes sota els signes de càncer, escorpí i peixos tenen les característiques de l'aigua, i les seves personalitats tendeixen a ser emocionals, agradables, empàtiques, intuïtives, temperamentals i irracionals, i a vegades introversives i amants del coneixement.